# Frederick Ballard Williams

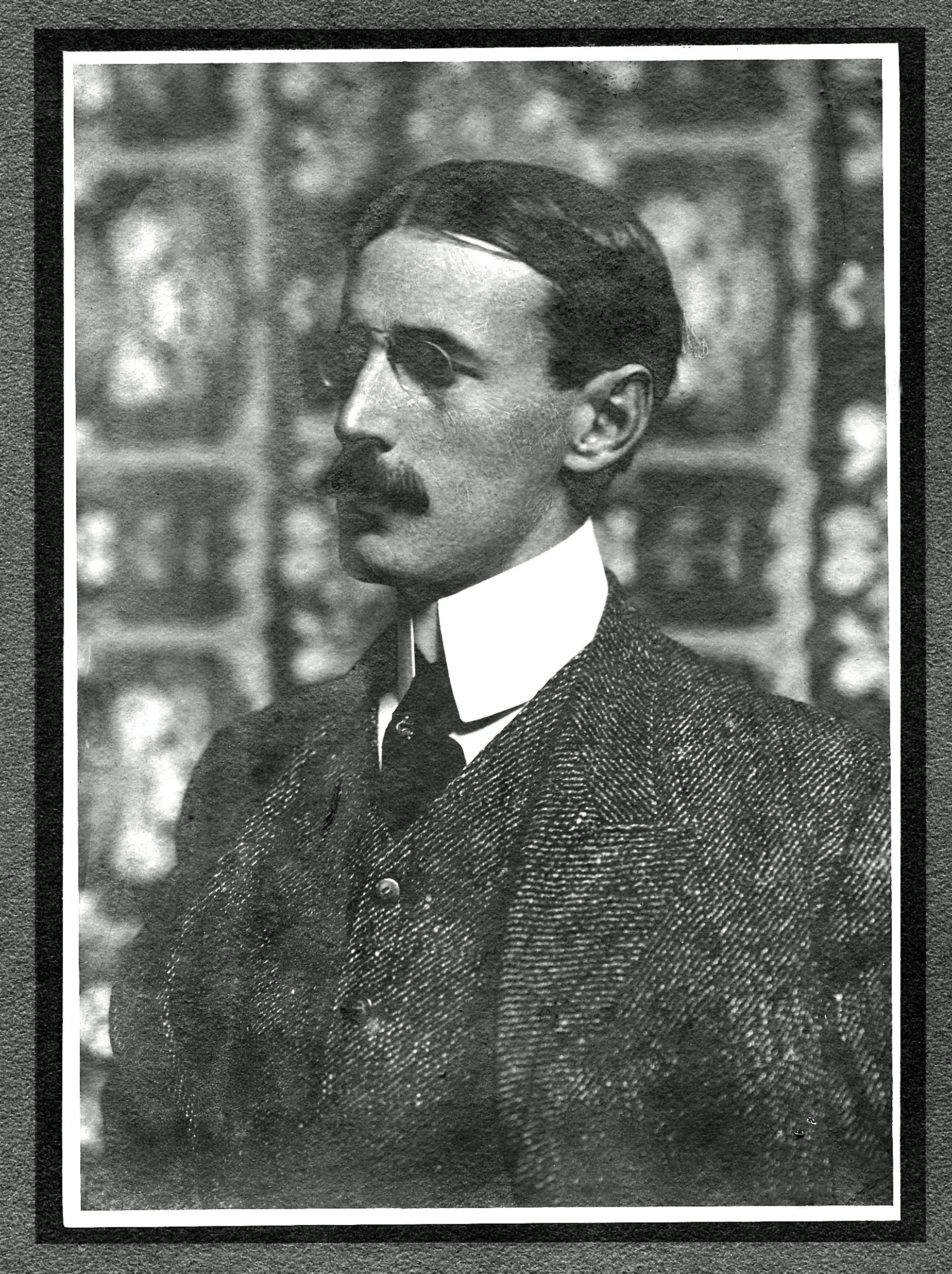
Frederick Ballard Williams, um 1900

Frederick Ballard Williams (* 1871 in Brooklyn, New York City; † 1956 in Glen Ridge, New Jersey) war ein US-amerikanischer Landschafts- und Figurenmaler. Er ist bekannt für seine dekorativen und idyllischen Darstellungen der Landschaft Neuenglands.

## Leben
Frederick Ballard Williams, Sohn eines Künstlers, verbrachte seine Jugend in Bloomfield, New Jersey, wohin seine Familie zog, als er acht Jahre alt war, und nach 1885 in Glen Ridge, New Jersey. Seine erste formale künstlerische Ausbildung erhielt er in Abendkursen an der Cooper Union in New York, wo er eine Zeit lang im Zeichenstudio von John Williams arbeitete. Außerdem studierte er am New Yorker Institute of Artists and Artisans bei John Ward Stimson, bevor er sich von 1893 bis 1894 in der Zeichenklasse der National Academy bei Charles Yardley Turner und Edgar Melville Ward einschrieb. 1901 heiratete Williams Marion Gerry Duncan. Frederick Ballard Williams unternahm zwei Reisen nach Europa, die erste 1904 und die zweite 1908. Auf seiner ersten Reise besuchte er Frankreich und wohnte bei Henry Golden Dearth in Montreuil-sur-mer. Auf seiner zweiten Reise reiste er mehrere Monate durch England und Wales. Während dieser Zeit verdiente er seinen Lebensunterhalt als Lehrer an Privatschulen.
1910 unternahm Williams seine erste von zwei Reisen zum Grand Canyon als Gast der Santa Fe Railroad, zusammen mit den Malern Thomas Moran, Elliott Daingerfield, Douglas Parshall und Edward Potthast. 1912 kehrte er zurück. Diese Gruppe und diese Reisen bildeten die Grundlage für die Gründung der Society of Painters of the Far West. Darüber hinaus unternahm Williams im Frühjahr und Herbst häufig Skizzenreisen entlang des Mystic River mit dem Maler Henry Ward Ranger.
Er stellte häufig aus und erhielt unter anderem 1901 eine Bronzemedaille auf der Panamerikanischen Ausstellung in Buffalo und 1902 eine Silbermedaille der American Art Society. Er gehörte zu verschiedenen Zeiten der New York City Art Commission und dem New York City Art Council an. Im Jahr 1928 organisierte Williams die American Artists Professional League und wurde deren nationaler Präsident. Von 1930 bis 1940 war er stellvertretender Schatzmeister der National Academy of Design, deren Schatzmeister er bis 1949 war. Als Mitglied der National Academy, Präsident des Salmagundi Clubs und Mitbegründer der American Artists Professional League spielte Williams eine bedeutende Rolle bei der Förderung der Kunst des 20. Jahrhunderts in Amerika.
Frederick Ballard Williams war vor allem für seine dekorativen, romantischen Fantasien von Frauen in Landschaften bekannt.